# 呂秀蓮
呂 秀蓮（りょ しゅうれん、1944年〈昭和19年〉6月6日 - ）は、中華民国（台湾）の政治家。民主進歩党（民進党）の代表的な政治家で、陳水扁総統のもとで副総統を8年間務めた。

## 来歴
日本統治時代の台湾新竹州桃園郡（現・桃園県）生まれ。台湾大学法学部卒業後、渡米し、イリノイ大学及びハーバード大学で法学修士を取得。留学中に接した現地の婦人団体の活発な活動に感銘を受け、帰国後台湾で女性の地位向上のための社会運動を進めるべく、何度か婦人団体立ち上げを試みるものの、当局の介入によりいずれも挫折する。
やがて民主化勢力（いわゆる「党外」）の政論月刊誌『美麗島』の創刊に参画し、副社長に就任。1979年12月10日、高雄市の人権集会での演説を理由に、施明徳、黄信介、林義雄らと共に反乱罪容疑で逮捕され、懲役12年、公民権終身剥奪の判決を受けた（美麗島事件。後に総統となる陳水扁は弁護団の一人）。5年間の服役の後、甲状腺癌の治療を理由に仮釈放された。服役中に書いた小説「這三個女人」（三人の女性）が2008年4月にテレビドラマ化されている。
1992年、桃園地区から立法委員に当選し、1994年2月の第3回世界婦人サミットの誘致に尽力するなど、主に外交と婦人問題の分野で活躍した。1996年には李登輝政権下で総統府国策顧問に招聘された。翌年の劉邦友桃園県長殺害に伴う補欠選挙に出馬、圧倒的な強さで当選し県長に就任した。
2000年総統選で、民進党総統候補である陳水扁の指名を受け、副総統候補として出馬。中国国民党の連戦・蕭万長、親民党の宋楚瑜・張昭雄らとの激戦の末、500万票近くを獲得して当選し、台湾史上初の政権交代をもたらすとともに、自らも史上初の女性副総統（第8代）に就任した。就任後まもなく「一つの中華」をもって｢一つの中国」に代替する構想を掲げ、訪中の意欲を表明したが、中国当局の「民進党政権相手にせず」の政策により実現しなかった。
2004年総統選では、陳水扁と再選を目指して出馬。連戦・宋楚瑜の野党コンビを相手に終盤近くまで苦戦が伝えられる中、投票直前の3月19日、台南市で遊説中に狙撃され負傷した。結局、連戦・宋楚瑜コンビに3万票あまりの僅差で辛勝し、同年5月20日副総統に留任した。2期目就任後まもなく、中米3カ国を歴訪している。2005年には民主太平洋連盟を創立、現在も理事長を務めている。
副総統在任中は「二つの中国」を公然と主張し、「一つの中国が中華人民共和国のことを指すなら、台湾人は当然中国人ではない」といった発言をするなど、歯に衣を着せぬ物言いがしばしば中国を刺激し、李登輝、陳水扁らと並び、中国から台湾独立派の急先鋒として「国の恥」などと激しい非難を浴びた。
2007年9月21日、首長特別費（交際費）を偽造した領収書で引き出し、不正に使用したとして横領罪などの容疑で、游錫堃民進党主席、陳唐山国家安全会議秘書らと共に検察当局（最高検察署）に起訴された。その後、逮捕された陳水扁前総統に対しては批判的なスタンスをとっている。
副総統退任後まもない2008年6月に訪日し、「日本BPW連合会設立50周年記念フォーラム」に出席、日本の政界関係者とも会談した。2009年1月には、新聞「玉山午報」を創刊する意向を表明。また、1990年以来2度目の中国訪問にも意欲を示しており、中国側も歓迎の意向を表明している。

## その他
兄は弁護士の呂伝勝。朱立倫とは遠い親戚である。